# Копа Америка 1989.
Копа Америка 1989.  је било тридесет четврто издање овог такмичења, КОНМЕБОЛ такмичење Јужноамеричких репрезентација. По новом ротационом систему домаћинстава, Бразил, као друга држава по абецеди, био је домаћин турнира од 1. до 16. јула. На крају првенства, Бразил је освојио титулу по четврти пут у својој историји. Друго место припало је Уругвају, а треће Аргентини. Бебето, репрезентативац Бразила, био је најбољи стрелац првенства са шест постигнутих голова. Укупан број гледалаца на турниру је износио 844.100  .
Бразил је освојио четврти Куп Америке, а први од 1949. победивши Уругвај са 1:0 у финалном мечу на стадиону Маракана, испред 170.000 гледалаца. Овај успех прекинуо је 19-годишњи низ без званичних титула за Бразилце. Последњи је био на Светском првенству 1970. Интересантно је да финална утакмица између Бразила и Уругваја, одиграна 16. јула, на стадиону Маракана такође обележавала тачно 39 година, од 16. јула 1950. и финала Светског првенства 1950.

## Учесници
На првенству Јужне Америке учествовало десет репрезентација: Боливија, Перу, Бразил, Колумбија, Еквадор, Парагвај, Аргентина, Уругвај, Чиле и Венецуела. Уругвај је био актуелни шампион. 
1.  Аргентина

2.  Бразил

3.  Боливија

4.  Венецуела

5.  Еквадор

6.  Колумбија

7.  Парагвај

8.  Перу

9.  Уругвај

10.  Чиле

## Градови домаћини и стадиони
| Рио де Жанеиро    | Рио де ЖанеироГојанијаРесифеСалвадор | Гојанија             |
| ----------------- | ------------------------------------ | -------------------- |
| Маракана          | Рио де ЖанеироГојанијаРесифеСалвадор | Стадион Сера Доурада |
| Датотека: 145.000 | Рио де ЖанеироГојанијаРесифеСалвадор | Датотека: 50.000     |
|                   | Рио де ЖанеироГојанијаРесифеСалвадор |                      |
| Ресифе            | Рио де ЖанеироГојанијаРесифеСалвадор | Салвадор             |
| Стадион Аруда     | Рио де ЖанеироГојанијаРесифеСалвадор | Стадион Фонте Нова   |
| Капацитет: 60.000 | Рио де ЖанеироГојанијаРесифеСалвадор | Датотека: 30.000     |
|                   | Рио де ЖанеироГојанијаРесифеСалвадор |                      |

## Први круг
Турнир је био организован тако да су деасет репрезентација биле подељене у две групе по пет екипа. Сваки тим је одиграо по један меч против сваког другог тима у истој групи. По два најбоља тима из сваке групе пласирали су се у завршну фазу.
Два поена су додељена за победу, један бод за реми, а ниједан бод за пораз. 
- У случају нерешених резултата
  - Ако тимови заврше са изједначеним поенима, користе се следећи тај-брејкови:

  1. већа гол -разлика у свим утакмицама у групи;
  2. већи број постигнутих голова у свим групним утакмицама;
  3. победник у међусобној утакмици између дотичних тимова;
  4. жреб

### Група А
| Репрезентација | И | Д | Н | И | ДГ | ПГ | ГР | Бод. |
| -------------- | - | - | - | - | -- | -- | -- | ---- |
| Парагвај       | 4 | 3 | 0 | 1 | 9  | 4  | +5 | 6    |
| Бразил         | 4 | 2 | 2 | 0 | 5  | 1  | +4 | 6    |
| Колумбија      | 4 | 1 | 2 | 1 | 5  | 4  | +1 | 4    |
| Перу           | 4 | 0 | 3 | 1 | 4  | 7  | −3 | 3    |
| Венецуела      | 4 | 0 | 1 | 3 | 4  | 11 | −7 | 1    |

### Утакмице
| Парагвај                                                        | 5–2 | Перу                    |
| --------------------------------------------------------------- | --- | ----------------------- |
| Кањете 38’, 84’ · Нефа 41’ · Мендоза 51’ · дел Солар 75’ (а.г.) |     | Ирано 30’ · Рејносо 80’ |

| Бразил                                       | 3–1      | Венецуела     |
| -------------------------------------------- | -------- | ------------- |
| Бебето 2’ · Жовани 36’ (пен.) · Балтазар 57’ | Извештај | Малдонадо 63’ |

| Колумбија                                          | 4–2 | Венецуела          |
| -------------------------------------------------- | --- | ------------------ |
| Игита 36’ (пен.) · Игваран 46’, 75’ · де Авила 71’ |     | Малдонадо 73’, 88’ |

| Бразил | 0–0      | Перу |
| ------ | -------- | ---- |
|        | Извештај |      |

| Перу       | 1–1 | Венецуела     |
| ---------- | --- | ------------- |
| Наваро 30’ |     | Малдонадо 29’ |

| Парагвај    | 1–0 | Колумбија |
| ----------- | --- | --------- |
| Мендоза 51’ |     |           |

| Парагвај                    | 3–0 | Венецуела |
| --------------------------- | --- | --------- |
| Нефа 41’ · фереира 50’, 73’ |     |           |

| Бразил | 0–0      | Колумбија |
| ------ | -------- | --------- |
|        | Извештај |           |

| Колумбија   | 1–1 | Перу      |
| ----------- | --- | --------- |
| Игваран 32’ |     | Ирано 43’ |

| Бразил          | 2–0      | Парагвај |
| --------------- | -------- | -------- |
| Бебето 47’, 82’ | Извештај |          |

### Група Б
| Репрезентација | И | Д | Н | И | ДГ | ПГ | ГР | Бод. |
| -------------- | - | - | - | - | -- | -- | -- | ---- |
| Аргентина      | 4 | 2 | 2 | 0 | 2  | 0  | +2 | 6    |
| Уругвај        | 4 | 2 | 0 | 2 | 6  | 2  | +4 | 4    |
| Чиле           | 4 | 2 | 0 | 2 | 7  | 5  | +2 | 4    |
| Еквадор        | 4 | 1 | 2 | 1 | 2  | 2  | 0  | 4    |
| Боливија       | 4 | 0 | 2 | 2 | 0  | 8  | −8 | 2    |

### Утакмице
| Еквадор     | 1–0 | Уругвај |
| ----------- | --- | ------- |
| Бенитез 88’ |     |         |

| Аргентина  | 1–0 | Чиле |
| ---------- | --- | ---- |
| Каниђа 55’ |     |      |

| Уругвај                      | 3–0 | Боливија |
| ---------------------------- | --- | -------- |
| Остолаза 30’, 60’ · Соса 33’ |     |          |

| Аргентина | 0–0 | Еквадор |
| --------- | --- | ------- |
|           |     |         |

| Еквадор | 0–0 | Боливија |
| ------- | --- | -------- |
|         |     |          |

| Уругвај                                    | 3–0 | Чиле |
| ------------------------------------------ | --- | ---- |
| Соса 44’ · Алзаменди 73’ · Франсесколи 78’ |     |      |

| Чиле                                                                 | 5–0 | Боливија |
| -------------------------------------------------------------------- | --- | -------- |
| Олмос 9’ · Рамирез 10’ · Астенго 55’ · Пизаро 68’ (пен.) · Рејес 85’ |     |          |

| Аргентина  | 1–0 | Уругвај |
| ---------- | --- | ------- |
| Каниђа 69’ |     |         |

| Чиле                     | 2–1 | Еквадор    |
| ------------------------ | --- | ---------- |
| Олмос 44’ · Летелиер 88’ |     | Авилес 89’ |

| Аргентина | 0–0 | Боливија |
| --------- | --- | -------- |
|           |     |          |

## Финална фаза
| Репрезентација | И | Д | Н | И | ДГ | ПГ | ГР | Бод. |
| -------------- | - | - | - | - | -- | -- | -- | ---- |
| Бразил         | 3 | 3 | 0 | 0 | 6  | 0  | +6 | 6    |
| Уругвај        | 3 | 2 | 0 | 1 | 5  | 1  | +4 | 4    |
| Аргентина      | 3 | 0 | 1 | 2 | 0  | 4  | −4 | 1    |
| Парагвај       | 3 | 0 | 1 | 2 | 0  | 6  | −6 | 1    |

### Утакмице
| Уругвај                                   | 3–0 | Парагвај |
| ----------------------------------------- | --- | -------- |
| Франсесколи 28’ · Алзаменди 82’ · Паз 89’ |     |          |

| Бразил                   | 2–0      | Аргентина |
| ------------------------ | -------- | --------- |
| Бебето 48’ · Ромарио 55’ | Извештај |           |

| Уругвај       | 2–0 | Аргентина |
| ------------- | --- | --------- |
| Соса 38’, 81’ |     |           |

| Бразил                        | 3–0      | Парагвај |
| ----------------------------- | -------- | -------- |
| Бебето 16’, 52’ · Ромарио 58’ | Извештај |          |

| Аргентина | 0–0 | Парагвај |
| --------- | --- | -------- |
|           |     |          |

| Бразил      | 1–0      | Уругвај |
| ----------- | -------- | ------- |
| Ромарио 49’ | Извештај |         |

## Листа стрелаца
На овом првенству укупно 30 стрелаца је постигло 55 гола, титулу најбољег стрелца турнира је освојио бразилац Бебето са 6 постигнутих голова.
| 6 голова - Бебето 4 гола - Соса - Малдонадо 3 гола - Ромарио - Игваран 2 гола - Каниђа - Олмос - Фереира - Кањете - Мендоза - Нефа - Ирано - Алзаменди - Франсесколи - Остолаза | 1 гол - Балтазар - Жовани - Астенго - Летелиер - Пизаро - Рамирез - Рејес - Авила - Игуита - Авилес - Бенитез - Наваро - Рејносо - Паз Аутогол - Хосе дел Солар |